# Lionel Torres
Lionel Torres (Perpiñán, 16 de marzo de 1975) es un deportista francés que compitió en tiro con arco, en la modalidad de arco recurvo.
Ganó tres medallas en el Campeonato Mundial de Tiro con Arco al Aire Libre entre los años 1993 y 2001, y una medalla de plata en el Campeonato Mundial de Tiro con Arco en Sala de 1995.
Además, obtuvo seis medallas en el Campeonato Europeo de Tiro con Arco al Aire Libre entre los años 1994 y 2002, y una medalla de oro en el Campeonato Europeo de Tiro con Arco en Sala de 1998.
Participó en dos Juegos Olímpicos de Verano, en los años 1996 y 2000, ocupando el octavo lugar en Atlanta 1996, en la prueba de equipo.

## Palmarés internacional
| Campeonato Mundial al Aire Libre | Campeonato Mundial al Aire Libre | Campeonato Mundial al Aire Libre | Campeonato Mundial al Aire Libre |
| Año                              | Lugar                            | Medalla                          | Prueba                           |
| -------------------------------- | -------------------------------- | -------------------------------- | -------------------------------- |
| 1993                             | Antalya (Turquía)                | Medalla de oro                   | Equipo                           |
| 1999                             | Riom (Francia)                   | Medalla de bronce                | Individual                       |
| 2001                             | Pekín (China)                    | Medalla de plata                 | Individual                       |
| Campeonato Mundial en Sala       |                                  |                                  |                                  |
| Año                              | Lugar                            | Medalla                          | Prueba                           |
| 1995                             | Birmingham (Reino Unido)         | Medalla de plata                 | Equipo                           |
| Campeonato Europeo al Aire Libre |                                  |                                  |                                  |
| Año                              | Lugar                            | Medalla                          | Prueba                           |
| 1994                             | Nymburk (República Checa)        | Medalla de bronce                | Equipo                           |
| 1996                             | Kranjska Gora (Eslovenia)        | Medalla de bronce                | Equipo                           |
| 1998                             | Boé/Agen (Francia)               | Medalla de plata                 | Individual                       |
| 1998                             | Boé/Agen (Francia)               | Medalla de bronce                | Equipo                           |
| 2000                             | Antalya (Turquía)                | Medalla de bronce                | Equipo                           |
| 2002                             | Oulu (Finlandia)                 | Medalla de oro                   | Equipo                           |
| Campeonato Europeo en Sala       |                                  |                                  |                                  |
| Año                              | Lugar                            | Medalla                          | Prueba                           |
| 1998                             | Oldenburgo (Alemania)            | Medalla de oro                   | Individual                       |